# Univerza v Bambergu
Univerza v Bambergu (nemško Otto-Friedrich-Universität Bamberg) je  univerza v Bambergu (Nemčija), ki je bila ustanovljena leta 1647. Zaradi sekularizacije je bila univerza zaprta leta 1803, a je v Bamberhu vseeno ostal študij katoliške teologije. Univerza je bila ponovno ustanovljena leta 1972.

## Rektorji
- Prof. Othmar Heggelbacher in Elisabeth Roth: 1972-1973;
- Prof. Elisabeth Roth: 1973-1976;
- Prof. Siegfried Oppolzer: 1976-1992;
- Prof. Alfred E. Hierold: 1992-2000;
- Prof. Godehard Ruppert: 2000-2020;
- Prof. Dr. Kai Fischbach: od 2020

## Fakultete
- Fakulteta za humanistične in kulturne študije (Fakultät Geistes- und Kulturwissenschaften; ustanovljena 2007)
- Fakulteta za družbene in ekonomske študije (Fakultät Sozial- und Wirtschaftswissenschaften; ustanovljena 1977)
- Fakulteta za človeške študije Univerze v Bambergu (Fakultät Humanwissenschaften; ustanovljena 2007)
- Fakulteta za informacijsko tehnologijo (Fakultät Wirtschaftsinformatik und Angewandte Informatik; ustanovljena 2001)

Katoliški teološki inštitut v Bambergu (Institut Katholische Theologie) je najstarejša članica univerze in hkrati tudi najstarejša akademska ustanova v mestu, saj nadaljuje tradicijo Seminarium Ernestinum, ki je bil ustanovljen leta 1586. Med letoma 1979 in 2009 je bila članica organizirana kot Fakulteta katoliške teologije. 